# Sergio Organista
Sergio José Organista Aguiar, centrocampista portugués que milita actualmente en calidad de cedido en el equipo de la Liga Portuguesa: Os Beleneses,pero que pertenece al Pontevedra Club de Fútbol,del Grupo 1 de la Segunda división B española.

## Biografía
Nacido en Vila do Conde (Portugal) el 26 de agosto de 1984. Mide 1'83m y pesa 75kg.

## Trayectoria deportiva
Organista es un centrocampista formado en las categorías inferiores del FC Porto. Jugó en el filial del conjunto portista durante dos temporadas. En la temporada 2004-2005, jugó en calidad de cedido en el Clube Desportivo Santa Clara, equipo de la Liga de Honra del fútbol luso, aunque su actuación con el equipo de las Azores no fue muy destacada, por lo que volvió al FC Porto. 
Además de su trayectoria en diversos clubes, hay que destacar que Sergio Organista tiene experiencia en las categorías inferiores de la Selección Portuguesa, y cuenta con más de 50 convocatorias entre todas las formaciones del combinado luso. Actualmente es uno de los pilares básicos de la Selección Portuguesa Sub-21, con la que fue convocado para jugar el Europeo 2007 de los Países Bajos. 
Esta trayectoria fue la que hizo que el Pontevedra CF se fijase en él para reforzar la línea medular. Organista llega en la temporada 2005-2006 al conjunto granate en calidad de cedido, pues en su mente está el realizar un buen papel para que los técnicos del FC Porto le den la oportunidad de formar parte del primer equipo. Sin embargo, y a pesar de disputar un total de 31 partidos con el conjunto granate (20 de ellos como titular) y convertirse en un fijo en el once inicial, Co Adriaanse, técnico del FC Porto en verano de 2006, no cuenta con el ya en pretemporada, lo que le hace buscar una salida. A pesar de que algún equipo de la Segunda División se fija en él, Organista decide continuar y llega a un acuerdo con el Pontevedra CF, club que se hace con sus derechos federativos. En su segunda temporada en el equipo, Organista se asienta en el once titular y toma parte en 30 partidos de Liga, llegando incluso a anotar un tanto en la tercera jornada de ante el Talavera CF, tras materializar de forma magistral una falta. En el verano de 2007 viaja con la Selección Portuguesa Sub-21 a los Países Bajos para jugar el Europeo Sub-21 (no llega a jugar ningún minuto), hecho que le impide tomar parte en los play offs de ascenso ante el Córdoba CF. Con varios años de contrato, Organista sigue en el equipo a pesar de haber recibido varias propuestas de la Liga y de clubes del extranjero.
- Datos: Q6125566